# 달콤한 나의 도시 (드라마)
《달콤한 나의 도시》는 2008년 6월 6일부터 2008년 8월 1일까지 방영된 SBS 금요드라마이다. 정이현의 동명소설을 원작으로 하였으며 프리미엄 드라마라는 타이틀로 방송되었다.
한편, 첫 100% 사전제작으로 화제가 됐지만 지상파 편성이 여러 차례 미뤄졌다가 2008년 해당 파트(SBS 금요드라마)로 간신히 편성된 《비천무》이후 두 번째 SBS 내부 출신이 아닌 연출자(박흥식 영화감독) 작품이었으며 SBS 자회사 SBS 프로덕션은 이 회사 외주제작 《아내의 반란》이후 이어진 금요드라마의 슬럼프를 만회하기 위해 이 작품의 집필자 윤정건 작가(SBS 프로덕션 소속)를 집필자로 내세운 《사랑한다 웬수야》의 실패 뒤 금요드라마 제작에서 손을 뗐고 《사랑한다 웬수야》연출자 성준기 PD(SBS 프로덕션 소속)는 이 작품의 실패 후 SBS 프로덕션과 결별했으며 윤정건 작가는 《사랑한다 웬수야》 실패 뒤 2008년 같은 채널 일일극 《애자 언니 민자》로 집필활동을 재개했으나 이 작품 이후 집필활동이 끊겼으며 《애자 언니 민자》의 공동 외주제작사 SBS 프로덕션은 이 작품을 끝으로 드라마 제작에서 손을 뗐고 제작부문은 2009년 7월 SBS 드라마 플러스에 합병되어 SBS 플러스, 나머지 부문은 SBS 콘텐츠허브가 됐으며 《사랑한다 웬수야》의 실패 후 앞서 본 것처럼 제작부문이 2009년 7월 SBS 드라마 플러스에 합병되어 SBS 플러스, 나머지 부문이 SBS 콘텐츠허브가 되기 전까지 금요드라마 제작에서 손을 떼야 했는데 그나마 SBS 금요드라마 중 SBS 자체제작(SBS 프로덕션 외주제작 제외)은 《꽃보다 여자》가 유일했다.

## 줄거리
서른 살의 직장생활 6년차인 오은수는 직장 상사로부터 ‘칙칙한 오은수’라는 말을 들으며 처진 어깨를 더욱 처지게 만들고, 열정과 정의로 뭉친 신입사원은 굴러들어와 박힌 돌을 가차 없이 흔든다. 여기에 연이어 ‘결혼은 무덤’이라고 외치던 전 애인의 청첩장과 절친한 친구의 깜짝 결혼 발표로 한 방 더 맞는다.
누군가의 위로가 필요한 바로 그때 은수에게, 술자리에서 우연찮게 동석하게 된 연하남 윤태오를 만나고, 직장 상사가 소개해 준 순수한 범생인 김영수가 만나는가 하면, 순수한 이성 친구로 지내고 있는 팔자 좋은 백수 남유준은 프러포즈 비슷한 것을 해온다. 별 볼일 없는 직장인 여성으로선 선택이 그리 간단하지만은 않다. 마음 가는 것과는 별개로, 이들에게는 각각 잉여와 결핍이 담겨 있다. 과연 오은수의 선택은 누구일까?

## 등장 인물

### 주요 인물
- 최강희 : 오은수 역
- 이선균 : 김영수 / 윤태경 역 (아역 김동영)
- 지현우 : 윤태오 역

### 은수의 친구
- 문정희 : 남유희 역 (아역 현원희)
- 진재영 : 하재인 역 (아역 강서연)
- 김영재 : 남유준 역
- 윤희석 : 니코틴 / 허찬석 역

### 은수네 가족
- 이호재 : 은수의 아버지 역
- 김혜옥 : 은수의 어머니 역
- 이정길 : 김포 아저씨 역
- 홍성보 : 은수의 오빠 역

### 은수네 회사 사람
- 이한위 : 안 이사 역
- 임형국 : 윤 포토 역
- 오나라 : 장 선배 역
- 민복기 : 황 부장 역
- 정보훈 : 김명진 역

### 그 외 인물
- 장유정 : 은수의 올케 역
- 전수지 : 순영 역
- 김민좌
- 강연정
- 윤주영
- 김승연
- 정찬훈
- 정인선
- 장혜진
- 박상우

## 1회만 방영
- 2008년 6월 27일 : 8시 50분부터 대종상 영화제 편성에 따라[5] 1회(10시 55분)만 방영
- 2008년 7월 25일 : 축구 평가전 온두라스 : 인천 유나이티드 중계방송에 따라[6] 1회(10시 50분)만 방송됐고 《SBS 8 뉴스》가 9시, 《SBS 스포츠뉴스》 가 9시 45분, 《웃음을 찾는 사람들》이 9시 50분으로 이동

## 참고 사항
- 금요일로 편성이 결정되면서 오은수 역으로 낙점된 김정은이 하차하게 되고 최강희가 대신 출연하게 됐다.[7]
- 2008년 6월 6일, 6월 13일, 7월 4일, 7월 11일 방영분에서 간접 광고로 인해 방송통신심의위원회 전체회의에서 주의 조치를 받았다.[8]